# Giuseppe Morandi
Giuseppe Morandi (ur. 10 lutego 1894 roku w Castiglione delle Stiviere, zm. 1 listopada 1977 roku w Brescii) – włoski kierowca wyścigowy.

## Kariera
W swojej karierze Morandi pojawiał się głównie w stawce wyścigów Grand Prix oraz wyścigów samochodów sportowych. W 1924 roku odniósł zwycięstwo na torze Circuito del Mugello. Był najlepszy w pierwsze edycji włoskiego wyścigu Mille Miglia w 1927 roku, w którym jeszcze dwukrotnie stawał na podium (był drugi w sezonie 1929 i trzeci w 1931 roku). Również w 1927 roku uplasował się na drugim miejscu w wyścigu o Grand Prix Włoch. W późniejszych latach odnosił także zwycięstwa w Coppa Principe di Piemonte 1929, Coppa della Sila 1929 oraz Circuito Tre Province 1929.